# Breaking Point
Breaking Point — одиннадцатый полноформатный альбом голландского коллектива Clan of Xymox, выпущенный в 2006 году на лейбле Pandaimonium Records. Выходу альбома предшествовал релиз сингла «Weak In My Knees», на эту песню был также снят видеоклип.

## Об альбоме
Ронни Морингс выступил автором всех песен с альбома и сам исполнил большинство инструментальных партий. Обложку диска оформила басистка коллектива Мойка Зугна.
В России диск издавался лейблом Gravitator Records.

## Стиль, отзывы критиков
Альбом получил преимущественно положительные отзывы критиков. Так, Томас Тиссен из журнала Sonic Seducer назвал Breaking Point «лучшей работой Clan of Xymox за семь лет» и заметил, что этот диск продолжает скорее линию развития, намеченную альбомами Creatures и Hidden Faces, нежели развивает стиль своих непосредственных предшественников Notes From the Underground и Farewell.
Рецензент Интернет-портала MetalStorm также оценил альбом как «один из сильнейших релизов группы за 16 лет» и заявил, что для коллектива он и в самом деле является своего рода «поворотной точкой»; критик также отметил, что электронная составляющая альбома весьма хорошо удалась музыкантам, а стилевое разнообразие композиций производит приятное впечатление.
По мнению Курта Ингельса из влиятельного бельгийского онлайн-журнала Dark Entries, сильной стороной Breaking Point является разумное чередование меланхоличных и более энергичных композиций, однако он счёл этот релиз «слишком типичным» для Clan of Xymox и заявил, что композиции с него всё же не столь «цепляют», как ранние работы времён сотрудничества с 4AD.

## Список композиций
Тексты и музыка: Ронни Морингс.
1. «Weak In My Knees» — 5:09
2. «Calling You Out» — 5:21
3. «She’s Dangerous» — 6:03
4. «Eternally» — 4:01
5. «We Never Learn» — 5:45
6. «Be My Friend» — 6:38
7. «Cynara» — 4:48
8. «Pandora’s Box» — 6:19
9. «Under the Wire» — 5:44
10. «What’s Going On» — 4:59